# Phasia distincta
Phasia distincta är en tvåvingeart som beskrevs av Sun 2003. Phasia distincta ingår i släktet Phasia och familjen parasitflugor. Inga underarter finns listade i Catalogue of Life.